# Hinter Gittern gevögelt
Hinter Gittern gevögelt (Originaltitel: Pink Prison) ist ein dänischer Film der dänischen Theater-Regisseurin Lisbeth Lynghøft. Aufgrund seiner Ästhetik und der Fokussierung auf Frauenphantasien gilt er international als einer der erfolgreichsten Pornofilme für Frauen. Er wurde im Gefängnis-Set des Films Dancer in the Dark von Lars von Trier gedreht, Hauptdarstellerin war Katja Kean.

## Handlung
Die Reporterin Mila wettet mit ihrem Verleger Yasia, dass sie das erste Interview mit dem die Öffentlichkeit scheuenden Direktor der Strafanstalt Pink Prison bekommen wird. Gewinnt sie, bekommt sie die Exklusivrechte der Veröffentlichung. Wenn sie verliert, muss sie den Verleger auf ein Wochenende in Paris einladen. Da ihr das Interview über den offiziellen Dienstweg nicht gelingt, bricht sie eines Nachts in das Gefängnis ein. Auf dem Weg zum Direktor Sam, der sich am Ende als dominante Direktorin Samantha entpuppt, erlebt sie unterschiedliche erotische Abenteuer und beobachtet unter anderem zwei Männer beim gleichgeschlechtlichen Analverkehr.

## Hintergründe

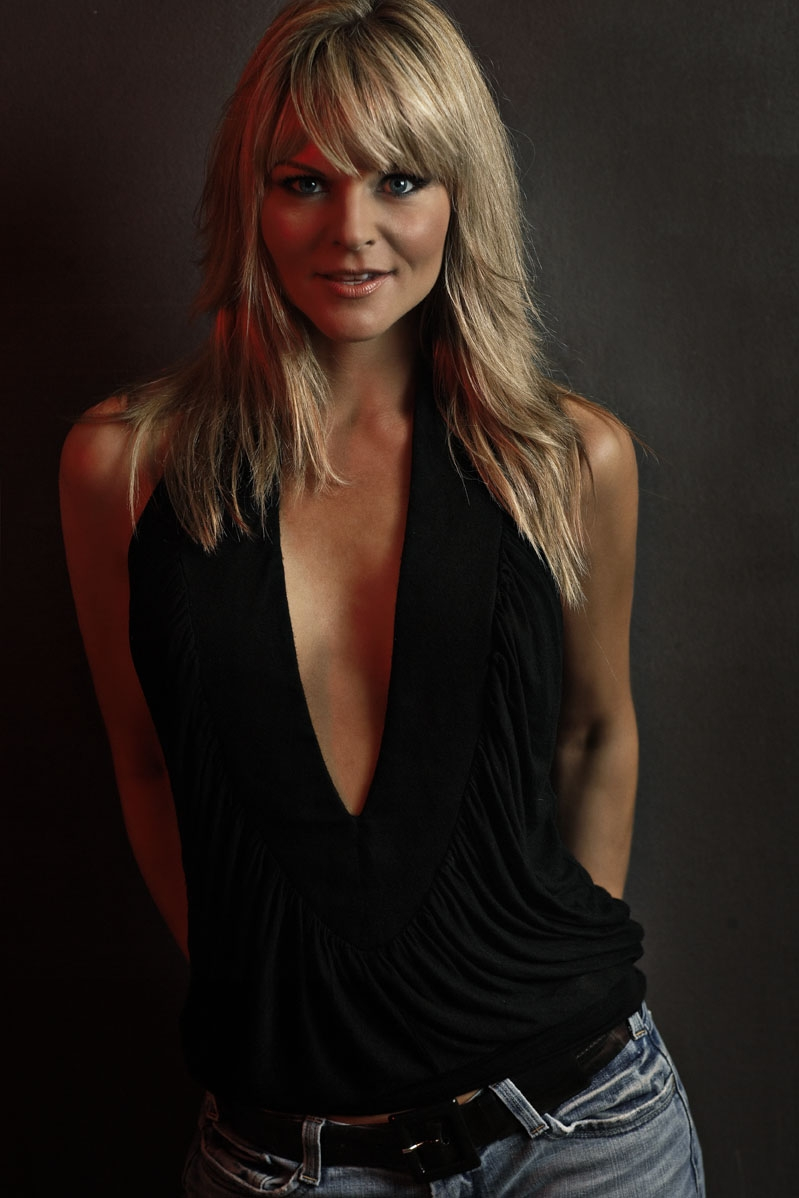
Die Hauptdarstellerin Katja Kean, aufgenommen 2006

Pink Prison gilt als wegweisend und „frauenfreundlich“ eingestufter Pornofilm, der von der Firma Innocent Pictures zusammen mit Zentropa nach dem von diesen aufgestellten Pussy-Power-Manifest gedreht wurde. Damit einher geht Verzicht auf Gewalt und die Fokussierung auf Gefühl und Sinnlichkeit, im Gegensatz zu willkürlichen Sexszenen.
Der Film wurde auf dem in der Farbe Pink gestrichenen Gefängnis-Set des Films Dancer in the Dark von Lars von Trier gedreht. Die Hauptdarstellerin, Katja Kean, begann erst 1997 als Darstellerin in Pornofilmen zu agieren und beendete diese Karriere nach nur wenigen Filmen, um danach als Schauspielerin und Reizwäschedesignerin zu arbeiten.

## Rezeption
In ihrem Buch X – Porno für Frauen beschreibt Erika Lust den Film als „Besonderheit im Autorenkino des Pornofilms“. Sie betont vor allem die Zusammenarbeit mit der von Lars von Trier gegründeten Produktionsfirma Zentropa, die sich als Independantproduzenten auch mit ein paar feministischen Pornofilmpräsentationen wie Constance (1998), Pink Prison (1999) und All About Anna (2005) einen Namen gemacht haben. Als besonders gut gelungen herausgestellt wird eine Traumszene, bei der sich die Hauptdarstellerin vorstellt, in der Gefängnisdusche „von drei Männern zugleich gevögelt zu werden“, sowie die Szene, in der sie zwei Männer durch die Gitterstäbe beim gleichgeschlechtlichen Analverkehr beobachtet. Nach ihrer Bewertung geht das Drehbuch „über das Strickmuster eines klassischen Pornofilms weit hinaus, in dem sich meist eine Sexszene an die andere reiht. Pink Prison schaut man sich bis zum Schluss an, weil man wissen will, wie es ausgeht.“ Sie resümiert: „Als Wichsvorlage ist der Film fast zu schade.“
Nach max.de, der Website der Lifestyle-Zeitschrift Max, „gilt der Streifen als wegweisend in einem neuen Terrain: der Pornografie für heterosexuelle Frauen“, bei dem die Produzenten versuchten, „weibliche Sex-Fantasien in Hardcore-Bilder zu verwandeln.“ Die Zeitschrift schreibt weiter: „Anders als in den meisten Billigproduktionen sind die Pink-Prison-Darsteller extrem attraktiv: Statt grell geschminkter Blasebälger und dumpfbackiger Beschäler kommen sie daher wie die Pressesprecherin eines Modekonzerns, die sich mit den Brüdern von George Clooney und Antonio Banderas trifft. Die sogenannten X-Szenen werden in stimmungsvollem Licht ohne gynäkologische Detail-Fixierung gezeigt, und es gibt Zeit für die Zigarette danach.“
In der Kritik der Website sexfilme-fuer-frauen.de erhielt der Film eine Wertung von 7,5 der 10 möglichen Punkte und wird als „Wohltat im Land der Pornofilme“ bezeichnet. Als eine der erregendsten Szenen wird eine Szene in der Gefängnisküche beschrieben, in der „Mila und der Koch einander [verwöhnen] mit Schlagsahne, Früchten und anderen Leckereien, wobei der Liebesakt und die Kostproben miteinander verwoben sind.“ Der Ausgang des Films wird als überraschend beschrieben, hinzu kommt eine Beurteilung der Farben und Bilder als schön und der Hintergrundmusik als unterstützend und nie überraschend.
Pink Prison gehörte aufgrund der überwiegend positiven Kritiken zu den Filmen, die zur Legalisierung des Pornofilms in Norwegen am 12. März 2006 beitrugen. Als Ergebnis einer Klage gegen das Verbot der Filme Constanze, Pink Prison und Zazel: The Scent of Love wurde das Verbot der Filme aufgehoben.

## Auszeichnungen
- 2003: Venus Award, Bester Film Skandinavien